# Mathias Vidangossy
Mathias Leonardo Vidangossy Rebolledo (nascut a Santiago de Xile el 25 de maig del 1987) és un futbolista professional xilè que pertany al Club de Deportes Unión Española de Santiago de Xile.